# Otroška poroka
Otroška poroka je poroka ali podobna (uradna ali neuradna) zveza med otrokom pred določeno starostjo – običajno 18 let – in odraslim ali drugim otrokom. Ogromna večina tovrstnih porok je med deklico in odraslim moškim in so zakoreninjene v neenakosti spolov.
Čeprav za polnoletnost (zakonska odraslost) in poročno starost običajno velja 18 let, sta obe odvisni od države in je zato lahko ta starost v dani državi višja ali nižja. Tudi tam, kjer velja starost 18 let, lahko zakonodajo preglasijo kulturne tradicije, in številne jurisdikcije dovoljujejo zgodnejšo poroko ob soglasju staršev ali v posebnih okoliščinah, npr. v primeru najstniške nosečnosti.
Otroška poroka krši pravice otrok in ima za otroške neveste in ženine dolgoročne negativne posledice. Pri dekletih to poleg težav z duševnim zdravjem in slabšega dostopa do izobraževanja in kariernih priložnosti vključuje škodljive učinke na zdravje zaradi zgodnje nosečnosti (vključno z najstniško nosečnostjo) in poroda. Posledice za dečke so slabo raziskane, mednje pa spadajo nepripravljenost na odgovornosti, kot so skrb za družino, zgodnje očetovstvo ter slabši dostop do izobraževanja in kariernih priložnosti. Otroška poroka je del prakse otroške sklenitve zakonske zveze, ki pogosto vključuje skupno življenje in sodno odobritev partnerstva. Med vzroki za otroško poroko so revščina, kupnina za nevesto, dota, kulturne tradicije, verski in družbeni pritiski, krajevni običaji, strah, da bo otrok ostal neporočen tudi kot odrasel, nepismenost ter mišljenje, da ženske niso sposobne služiti denarja. Raziskave kažejo, da lahko k preprečevanju otroških porok prispeva celostna spolna vzgoja.
Otroške poroke so bile v zgodovini pogoste in so še danes precej razširjene, zlasti v državah v razvoju, npr. v nekaterih delih Afrike, Južne Azije, Jugovzhodne Azije, Zahodne Azije, Latinske Amerike in Oceanije. Pravne izjeme pa otroško poroko še vedno dovoljujejo tudi v razvitih državah, vključno s 44 zveznimi državami ZDA.
Pojavnost otroške poroke v večini delov sveta pada. Podatki Unicefa iz leta 2018 so pokazali, da se je v otroštvu poročilo 21 odstotkov mladih žensk (starih od 20 do 24 let); to v 10-letnem obdobju pomeni 25-odstotno zmanjšanje. Države z največjim deležem otroških porok (pred 18 letom) so bile Niger, Čad, Mali, Bangladeš, Gvineja, Centralnoafriška republika, Mozambik in Nepal, kjer je ta presegel 50 odstotkov. Niger, Čad, Bangladeš, Mali in Etiopija so bile države, v katerih je delež otroških porok pred 15 letom po več raziskavah v obdobju 2003–2009 presegel 20 odstotkov. Vsako leto se v svetu poroči 12 milijonov deklic, mlajših od 18 let.